# Concordat

Stema Sfântului Scaun, subiect de drept internațional public în urma Tratatului din Lateran din 1929

Prin termenul de Concordat se întelege, în mod obișnuit, o convenție intervenită între Sfântul Scaun, ca abstracțiune a Bisericii Catolice, și puterea laică a unui stat, pentru reglementarea relațiilor dintre acel stat și instituțiile religioase catolice ce funcționează pe teritoriul său.
Concordatele sunt tratate de drept internațional public, guvernate de principiile dreptului internațional public.

## Listă a Concordatelor

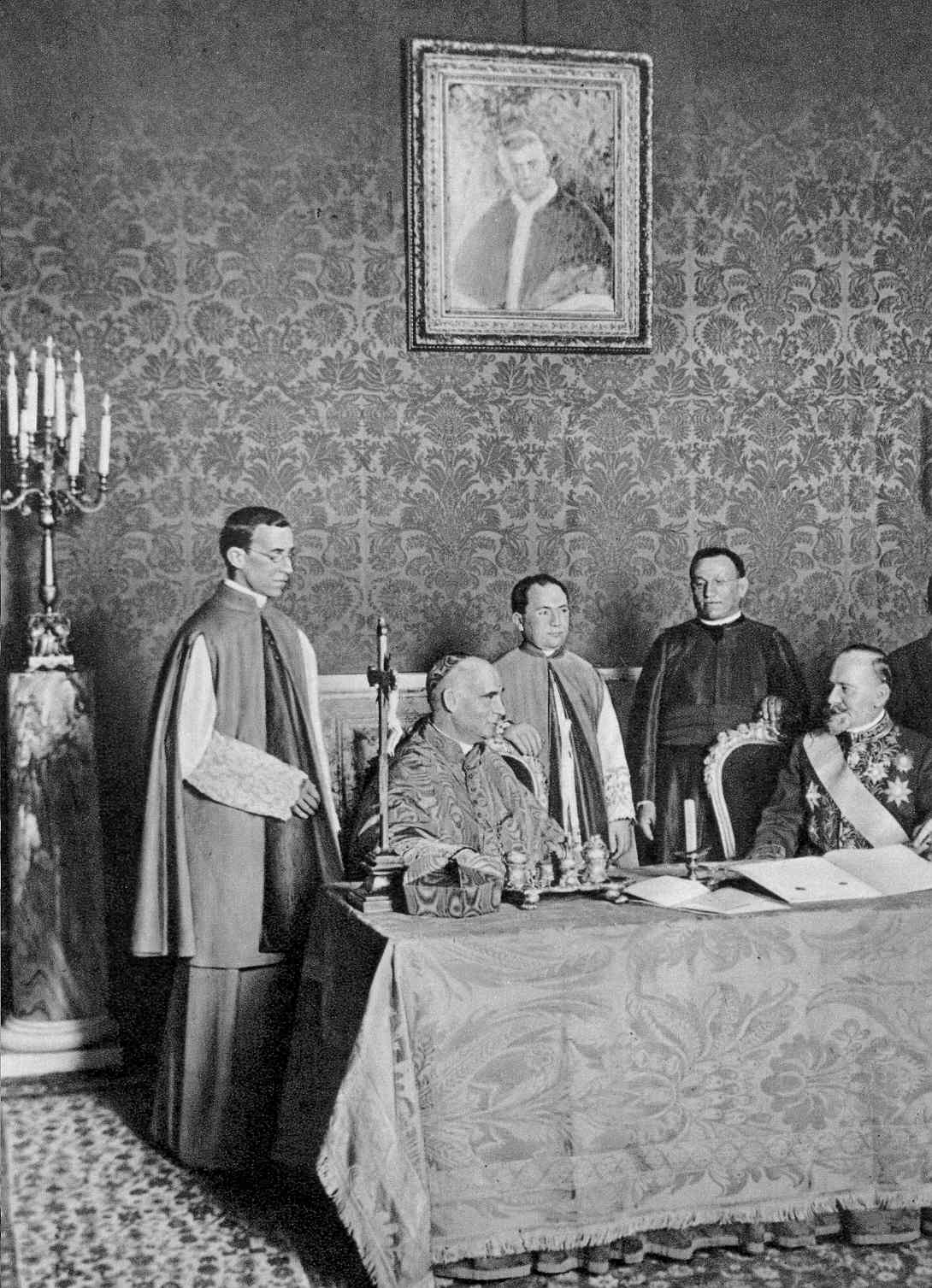
Semnarea Concordatului cu Serbia din 1914

- Concordatul de la Worms (1122) între papa Calist II și Sfântul Imperiu Roman;
- Concordat de la Bologna (1516)între regele Francisc I al Franței și papa Leon X;
- Concordatul din 1753 cu Spania;
- Concordatul din 1801 între papa Pius VII și Napoleon;
- Concordatul din Fontainebleau (1813) între papa Pius VII și [Napoleon];
- Concordatul din 5 iunie 1817, cu Bavaria;
- Concordatul din 11 iunie 1817, cu Franța;
- Concordatul din 1847 (3 august) cu Rusia;
- Concordatul din 1851 (16 martie)cu Spania;
- Concordatul din 1855 între papa Pius IX și Împăratul austriac Franz Joseph;
- Concordatul din 1882 (23 decembrie) cu Rusia;
- Concordatul din 1886 (23 iulie) cu Portugalia;
- Concordatul din 1925 (10 februarie) între Sfântul Scaun și a doua Republică Poloneză;
- Concordatul din 1927 între Sfântul Scaun și Regatul României
- Tratatul din Lateran (11 februarie 1929) între Italia și papa Pius XI, care definește severanitatea orașului Vatican;
- Concordatul din 1933 (5 Iulie) între Sfântul Scaun și Austria;
- Concordatul din 1933 (20 Iulie 1933) între Sfântul Scaun și Al Treilea Reich;
- Concordatul din 1940 (7 mai) cu guvernul portughez și Antonio de Oliveira Salazar ;
- Concordatulul din 1953 (27 August) cu Francisco Franco;
- Concordatul din 1984 (18 februarie) între Sfântul Scaun și Republica Italiană;
- Concordatul din 1993 (28 iulie) între Sfântul Scaun și Polonia;
- Tratatul din 2004 (martie) între Sfântul Scaun și Slovacia
- Concordatul din 2004 (18 mai) între Sfântul Scaun și Portugalia.

## Legături externe
- Despre concordat
- en Concordatul din 1929 dintre Sfântul Scaun și Statul italian
- it Concordatul de la Worms Arhivat în 5 martie 2009, la Wayback Machine.